# 나병율
나병율(한국 한자: 羅炳律, 1985년 1월 5일 ~ )은 대한민국의 전 축구선수로서 포지션은 미드필더였다. 인도네시아 슈퍼리그의 페르시타 탕그랑에서 선수생활을 은퇴하고 현재, 지도자로 활동하고 있다.

## 개요
서정리초등학교, 광명중학교, 광문고등학교를 거쳐 홍익대학교를 졸업하였다.

## 축구인 생활

### 선수 경력
2007년 부산 아이파크에 입단하며 프로 생활을 시작한 그는 K2리그에서 활동하다, 2009년 경찰청 축구단에 입대하여 병역의 의무를 마쳤고, 제대 후 인도네시아 1부리그인 인도네시아 슈퍼리그로 진출하여 2009-2010시즌 페르식 케디리, 2011-2012시즌 바타비아 유니온 FC, 2013년 페르시타 탕그랑에서 선수생활을 하였다.

### 국가대표 경력
2004년 대한민국 U-20

## 플레이 스타일
밝은 성격의 소유자로 센스있는 패스와 넓은 시야로 팀의 플레이를 조직한다. 숨겨진 보석이라는 별명을 가지고 있다. 